# Sabastiani León
Sabastiani León Chao (* 23. März 1992 in San Diego, Kalifornien) ist eine mexikanisch-US-amerikanische Tennisspielerin.

## Karriere
Sabastiani León begann mit zehn Jahren das Tennisspielen und ihr bevorzugter Belag ist der Hartplatz. Sie spielt vor allem auf der ITF Women’s World Tennis Tour, wo sie bislang zehn Titel im Doppel gewinnen konnte.

## College Tennis
Sabastiani León spielte 2010 bis 2014 für das Damentennisteam der Spartans der San José State University.

## Turniersiege

### Doppel
| Nr. | Datum            | Turnier    | Kategorie | Belag             | Partnerin                 | Finalgegnerinnen                                          | Ergebnis         |
| --- | ---------------- | ---------- | --------- | ----------------- | ------------------------- | --------------------------------------------------------- | ---------------- |
| 1.  | 18. Mai 2019     | Tacarigua  | ITF W15   | Hartplatz (Halle) | Nadia Echeverría Alam     | Olga Brózda Paulina Jastrzebska                           | 7:5, 6:4         |
| 2.  | 25. Mai 2019     | Tacarigua  | ITF W15   | Hartplatz (Halle) | Nadia Echeverría Alam     | Olga Brózda Paulina Jastrzebska                           | 6:4, 6:3         |
| 3.  | 26. Oktober 2019 | Metepec    | ITF W15   | Hartplatz         | Sarah Lee                 | Merel Hoedt Caroline Roméo                                | 4:6, 6:4, [10:4] |
| 4.  | 16. Oktober 2021 | Piracicaba | ITF W15   | Sand              | Luisa Meyer auf der Heide | Fernanda Astete Victoria Bosio                            | 6:2, 3:0 Aufgabe |
| 5.  | 23. April 2022   | Piracicaba | ITF W15   | Sand              | Laetitia Pulchartová      | Fernanda Astete Marie Mettraux                            | 6:4, 7:64        |
| 6.  | 27. Mai 2023     | Recife     | ITF W15   | Sand (Halle)      | Jazmín Ortenzi            | Luciana Blatter Martina Belen Roldan Santander            | 6:1, 6:3         |
| 7.  | 26. Oktober 2024 | Huamantla  | ITF W15   | Hartplatz         | Ema Burgić                | Claudia Sofia Martinez Solis María Fernanda Navarro Oliva | 3:6, 6:2, [10:6] |
| 8.  | 7. Dezember 2024 | Joinville  | ITF W15   | Sand              | Marie Mettraux            | Luciana Moyano Camila Romero                              | 7:63, 7:66       |
| 9.  | 26. Juli 2025    | Huamantla  | ITF W15   | Hartplatz         | Marija Scholochowa        | Jessica Hinojosa Gómez María Fernanda Navarro Oliva       | 6:2, 6:2         |
| 10. | 2. August 2025   | Huamantla  | ITF W15   | Hartplatz         | Marija Scholochowa        | Kyle McPhillips Amanda Nava Elkin                         | 7:62, 6:0        |